# Cowspiracy: The Sustainability Secret
Cowspiracy: The Sustainability Secret is een documentaire uit 2014 geregisseerd en geproduceerd door Kip Andersen en Keegan Kuhn. De film onderzoekt de destructieve milieu-impact van de veehouderij en hoe (Amerikaanse en internationale) milieuorganisaties met die informatie omgaan. Het gaat hierbij om organisaties zoals Greenpeace, Sierra Club, Surfrider Foundation en Rainforest Action Network.

## Mensen die aan het woord komen
- Lisa Agabian (Sea Shepherd Conservation Society)
- Manucher Alemi (Department of Water Resources)
- Lindsey Allen (Rainforest Action Network)
- Kip Andersen (co-director)
- Will Anderson (Greenpeace)
- Deniz Bolbol (American Wild Horse)
- Heather Cooley (Pacific Institute)
- Kamyar Guivetchi (Department of Water Resources)
- Bruce Hamilton (Sierra Club)
- Susan Hartland (Sea Shepherd Conservation Society)
- Michael Klaper (physician)
- Howard Lyman
- Demosthenes Maratos (Sustainability Institute)
- Chad Nelsen (Surfrider Foundation)
- Ann Notthoff (Natural Resources Defense Council)
- Richard Oppenlander (environmental researcher)
- Lauren Ornelas (Food Empowerment Project)
- Michael Pollan
- William Potter
- Leila Salazar (Amazon Watch)
- Geoff Shester (Oceana)
- Kirk R. Smith (Environmental Health Sciences)

## Prijzen
Cowspiracy won tijdens het South African Eco Film Festival 2015 de Audience Choice Award. Ook won de film de Best Foreign Film Award op het Festival de films de Portneuf sur l'environnement.